# Pyöree
Pyöree eller Pyöreäjärvi är en sjö i Finland. Den ligger i kommunerna Vieremä och Sonkajärvi i landskapet Norra Savolax, i den centrala delen av landet, 400 km norr om huvudstaden Helsingfors. Pyöree ligger 114,9 meter över havet. Den är 6,96 meter djup. Arean är 1,38 kvadratkilometer och strandlinjen är 7,95 kilometer lång. Sjön  ingår i Vuoksens huvudavrinningsområde.   I omgivningarna runt Pyöree växer i huvudsak blandskog.